# 葉山透
葉山透（はやま とおる）は、日本の作家。ライトノベルを中心に執筆。名前の由来は、お気に入りのドライブコース、葉山から。第1回富士見ヤングミステリー大賞にて『ルーク&レイリア 金の瞳の女神』が最終選考に残り、同作品でデビュー。以降は電撃文庫を中心に執筆活動を行い、『9S<ナインエス>』がヒット。
メディアワークス文庫の創設まもなくして『0能者ミナト』を発表し刊行を続けている（2011年現在）。

## 作品リスト

### ルーク＆レイリアシリーズ
1. ルーク＆レイリア 金の瞳の女神（2002年10月 富士見ミステリー文庫／2008年8月 一迅社文庫アイリス）
2. ルーク＆レイリア アルテナの少女（2002年11月 富士見ミステリー文庫／2008年10月 一迅社文庫アイリス）
3. ルーク＆レイリア ネフィムの魔海（2003年1月 富士見ミステリー文庫／2008年12月 一迅社文庫アイリス）
4. ルーク＆レイリア マグノリアの歌姫（2009年10月 一迅社文庫アイリス）

### 9S<ナインエス>シリーズ

#### 長編
1. 9S<ナインエス>（2003年9月 電撃文庫）
2. 9S<ナインエス> II（2004年1月 電撃文庫）
3. 9S<ナインエス> III（2004年5月 電撃文庫）
4. 9S<ナインエス> IV（2004年8月 電撃文庫）
5. 9S<ナインエス> V（2005年1月 電撃文庫）
6. 9S<ナインエス> VI（2005年8月 電撃文庫）
7. 9S<ナインエス> VII（2006年4月 電撃文庫）
8. 9S<ナインエス> VIII（2007年7月 電撃文庫）
9. 9S<ナインエス> IX（2008年7月 電撃文庫）
10. 9S<ナインエス> X true side（2009年9月 電撃文庫）
11. 9S<ナインエス> XI true side（2012年3月 電撃文庫）
12. 9S<ナインエス> XII true side（2024年2月 電撃文庫）
13. 9S<ナインエス> XIII true side（2024年2月 電撃文庫）

#### 短編集
1. 9S<ナインエス> SS（2006年1月 電撃文庫）
2. 9S<ナインエス> Memories（2007年12月 電撃文庫）

### 0能者ミナトシリーズ
1. 0能者ミナト（2011年2月 メディアワークス文庫）
2. 0能者ミナト 2（2011年6月 メディアワークス文庫）
3. 0能者ミナト 3（2011年12月 メディアワークス文庫）
4. 0能者ミナト 4（2012年7月 メディアワークス文庫）
5. 0能者ミナト 5（2012年12月 メディアワークス文庫）
6. 0能者ミナト 6（2013年7月 メディアワークス文庫）
7. 0能者ミナト 7（2014年1月 メディアワークス文庫）
8. 0能者ミナト 8（2014年8月 メディアワークス文庫）
9. 0能者ミナト 9（2015年9月 メディアワークス文庫）
10. 0能者ミナト 10（2016年10月 メディアワークス文庫）
11. 0能者ミナト 11（2018年1月 メディアワークス文庫）

### ノンシリーズ
- ニライカナイをさがして（2005年12月 富士見ミステリー文庫）
- ファルティマの夜想曲 恋するカレン（2007年5月 ビーズログ文庫）
- それは宇宙人のしわざです 竜胆くんのミステリーファイル（2017年12月 幻冬舎）
- 霊能者のお値段 お祓いコンサルタント高橋健一事務所（2018年10月 幻冬舎文庫）
- 君は空のかなた（2019年10月 幻冬舎文庫）